# Omer Ballegeer
Omer Ballegeer, né le 8 février 1944 à Oostkamp, est un coureur cycliste belge, professionnel de 1966 à 1968.

## Palmarès
- 1965
  - Gand-Wevelgem amateurs
  - 3e de Roubaix-Cassel-Roubaix
- 1966
  - 2e du Circuit de la vallée de la Lys